# Kleidotoma longicornis
Kleidotoma longicornis är en stekelart som beskrevs av Cameron 1889. Kleidotoma longicornis ingår i släktet Kleidotoma, och familjen glattsteklar. Arten är reproducerande i Sverige.